# Renium(VII)oxide
Renium(VII)oxide is een oxide van renium, met als brutoformule Re2O7. De stof komt voor als een corrosief en hygroscopisch geel kristallijn poeder. Het is, in tegenstelling tot de meeste oxiden, goed oplosbaar in water, met vorming van het sterke perreniumzuur. In vergelijking met het analoge explosieve mangaan(VII)oxide is renium(VII)oxide betrekkelijk stabiel.

## Synthese
Renium(VII)oxide kan bereid worden door oxidatie van renium met zuurstof:
{\displaystyle {\ce {4Re + 7O2 -> 2Re2O7}}}

## Kristalstructuur en eigenschappen
Renium(VII)oxide neemt een orthorombische kristalstructuur aan. Het behoort tot ruimtegroep P212121. De parameters van de eenheidscel bedragen:
- a = 1250,8 pm
- b = 1519,6 pm
- c = 544,8 pm

Het kristalrooster bestaat uit afwisselend ReO4-tetraëders en ReO6-octaëders.

## Toepassingen
Renium(VII)oxide wordt gebruikt als precursor voor de synthese van methylreniumtrioxide, een organoreniumverbinding die als katalysator voor oxidaties wordt gebruikt. Alkanen kunnen omgezet worden in carbonzuren met behulp van renium(VII)oxide.
Renium(VII)oxide ontstaat als tussenproduct in de ontginning van metallisch renium uit mangaanhoudende ertsen.